# 터브

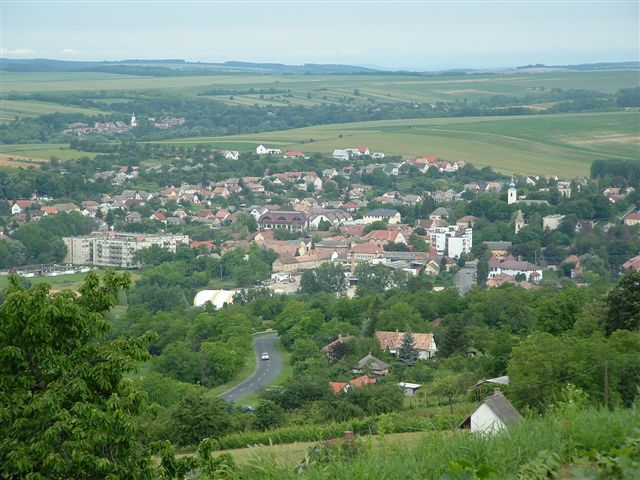
터브 시가지

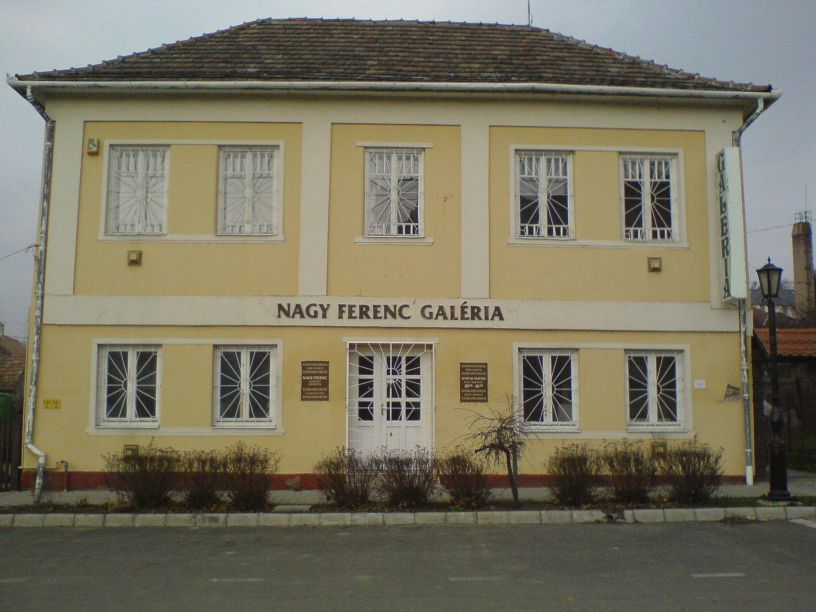
터브에 위치한 너지 페렌츠 박물관

터브(헝가리어: Tab, 독일어: Tabau)는 헝가리 쇼모지주의 도시로 면적은 25.86km2, 인구는 4,307명(2017년 기준)이다. 터브구의 구청 소재지이기도 하다. 헝가리의 수도인 부다페스트에서 남서쪽으로 약 175km, 벌러톤호에서 남동쪽으로 약 22km 정도 떨어진 곳에 위치한다. 1211년 문헌에 처음으로 등장했고 1847년에 시장도시 지위를 부여받았다.

시기
시 문장